# Circuit Bancaixa 05/06
La XV Lliga Professional d'Escala i Corda 05-06 del Circuit Bancaixa va ser la primera edició del torneig cimera de la pilota valenciana organitzat per l'empresa ValNet.
Es jugà a diverses fases, les dues primeres eren una lligueta tots contra tots en què els dos darrers classificats restaven eliminats. Cada victòria sumava 3 punts, però l'equip perdedor podia sumar-ne 1 si arribava als 50 tants. Es passava així dels 8 equips originals, a 6 en la segona fase, i 4 a les semifinals d'anada i tornada. La final es jugà al millor de tres partides.

## Equips
- Ajuntament d'Alcàsser
  - Núñez, Fèlix i Jesús
- Ajuntament de Benidorm
  - Genovés II i Tino
- Ajuntament de Llíria
  - Víctor, Solaz i Melchor
- Ajuntament de Pedreguer
  - León i Sarasol II
- Ajuntament de Petrer
  - Miguel i Dani
- Ajuntament de València
  - Pedro, Grau i Salva
- Ajuntament de Vila-real
  - Mezquita, Tato i Canari
- Hidra-L'Eliana
  - Álvaro i Pigat III

### Feridors
- Miguelín i Pedrito

### Reserves
- Escalaters
  - Adrián I, Cervera i Colau

- Mitgers i punters
  - Bernat, Oñate, Raül II, Voro

## Resultats

### 1a Fase
| Data     | Trinquet                           | Equip                    | Equip                   | Resultat |
| -------- | ---------------------------------- | ------------------------ | ----------------------- | -------- |
| 12/11/05 | Pelayo (València)                  | Núñez, Fèlix i Jesús     | Mezquita, Tato i Canari | 55-60    |
| 13/11/05 | Trinquet de Benissa                | Víctor, Solaz i Melchor  | Pedro, Grau i Oñate     | 55-60    |
| 14/11/05 | Alginet                            | Genovés II i Tino        | Miguel i Dani           | 40-60    |
| 18/11/05 | Sueca                              | Álvaro i Pigat III       | León i Sarasol II       | 60-35    |
| 19/11/05 | Pedreguer                          | Pedro, Grau i Oñate      | Mezquita, Tato i Canari | 55-60    |
| 20/11/05 | Trinquet del Pla de l'Arc (Llíria) | Genovés II i Tino        | Víctor, Solaz i Melchor | 60-50    |
| 22/11/05 | Trinquet Tio Pena (Massamagrell)   | Núñez, Fèlix i Jesús     | León i Sarasol II       | 60-40    |
| 23/11/05 | Guadassuar                         | Álvaro i Pigat III       | Miguel i Dani           | 35-60    |
| 26/11/05 | Petrer                             | Mezquita, Tato i Canari  | Víctor, Solaz i Melchor | 60-40    |
| 27/11/05 | Carcaixent                         | Núñez, Fèlix i Jesús     | Pedro, Grau i Salva     | 60-40    |
| 28/11/05 | Benidorm                           | Genovés II i Tino        | Álvaro i Pigat III      | 60-50    |
| 29/11/05 | Alberic                            | León i Sarasol II        | Miguel i Dani           | 55-60    |
| 03/12/05 | Pelayo (València)                  | Víctor, Solaz i Melchor  | Álvaro i Pigat III      | 55-60    |
| 04/12/05 | Alcàsser                           | Genovés II i Tino        | Pedro, Grau i Salva     | 55-60    |
| 09/12/05 | Sueca                              | Mezquita, Tato i Canari  | León i Sarasol II       | 40-60    |
| 10/12/05 | Pedreguer                          | Miguel i Dani            | Núñez, Fèlix i Jesús    | 60-25    |
| 11/12/05 | Trinquet de Benissa                | Álvaro i Pigat III       | Pedro, Grau i Salva     | 30-60    |
| 16/12/05 | El Zurdo (Gandia)                  | Víctor, Solaz i Melchor  | León i Sarasol II       | 60-55    |
| 17/12/05 | Pelayo (València)                  | Colau, Voro i Tino       | Mezquita, Tato i Canari | 20-60    |
| 18/12/05 | L'Eliana                           | Miguel i Dani            | Pedro, Grau i Salva     | 55-60    |
| 19/12/05 | Alginet                            | Álvaro i Pigat III       | Núñez, Fèlix i Jesús    | 50-60    |
| 03/01/06 | Alberic                            | Adrián I, Tino i Pedrito | León i Sarasol II       | 60-50    |
| 07/01/06 | Pedreguer                          | Miguel i Dani            | Víctor, Solaz i Melchor | 60-30    |
| 08/01/06 | Trinquet del Pla de l'Arc (Llíria) | Genovés II i Tino        | Núñez, Fèlix i Jesús    | 25-60    |
| 09/01/06 | Alginet                            | Mezquita, Tato i Canari  | Álvaro i Pigat III      | 45-60    |
| 11/01/06 | Guadassuar                         | León, Voro i Bernat      | Pedro, Grau i Salva     | 60-35    |
| 13/01/06 | El Zurdo (Gandia)                  | Víctor, Solaz i Melchor  | Núñez, Fèlix i Jesús    | 45-60    |
| 15/01/06 | Alcàsser                           | Mezquita, Tato i Canari  | Miguel i Dani           | 25-60    |

### 2a Fase
| Data     | Trinquet              | Equip                    | Equip                   | Resultat |
| -------- | --------------------- | ------------------------ | ----------------------- | -------- |
| 20/01/06 | El Zurdo (Gandia)     | Miguel i Dani            | Genovés II i Tino       | 60-35    |
| 21/01/06 | Petrer                | Cervera, Fèlix i Jesús   | Álvaro i Pigat III      | 35-60    |
| 22/01/06 | Carcaixent            | Pedro, Grau i Salva      | Mezquita, Tato i Canari | 25-60    |
| 24/01/06 | Guadassuar            | Miguel i Dani            | Álvaro i Pigat III      | 60-55    |
| 26/01/06 | Pelayo (València)     | Núñez, Fèlix i Jesús     | Mezquita, Tato i Canari | 40-60    |
| 27/01/06 | El Zurdo (Gandia)     | Pedro, Grau i Salva      | Genovés II i Tino       | 55-60    |
| 29/01/06 | Trinquet de Vila-real | Miguel i Dani            | Mezquita, Tato i Canari | 45-60    |
| 30/01/06 | Benidorm              | Núñez, Fèlix i Jesús     | Pedro, Grau i Salva     | 60-35    |
| 01/02/06 | Guadassuar            | Álvaro i Pigat III       | Genovés II i Tino       | 60-20    |
| 03/02/06 | Sueca                 | Adrián I, Dani i Pedrito | Pedro, Grau i Salva     | 45-60    |
| 05/02/06 | L'Eliana              | Núñez, Fèlix i Jesús     | Genovés II i Tino       | 60-35    |
| 07/02/06 | Alberic               | Mezquita, Tato i Canari  | Álvaro i Pigat III      | 50-60    |
| 10/02/06 | El Zurdo (Gandia)     | Miguel i Dani            | Núñez, Fèlix i Jesús    | 60-40    |
| 12/02/06 | Trinquet de Vila-real | Pedro, Grau i Salva      | Álvaro i Pigat III      | 60-35    |
| 13/02/06 | Benidorm              | Mezquita, Tato i Canari  | Genovés II i Tino       | suspesa  |

### Semifinals
| Data     | Trinquet  | Equip               | Equip              | Resultat |
| -------- | --------- | ------------------- | ------------------ | -------- |
| 18/02/06 | Pedreguer | Pedro, Grau i Salva | Álvaro i Pigat III | 25-60    |
| 26/02/06 | Alginet   | Pedro, Grau i Salva | Álvaro i Pigat III | 35-60    |

| Data     | Trinquet   | Equip         | Equip                   | Resultat |
| -------- | ---------- | ------------- | ----------------------- | -------- |
| 19/02/06 | Guadassuar | Miguel i Dani | Mezquita, Tato i Canari | 60-55    |
| 24/02/06 | Sueca      | Miguel i Dani | Mezquita, Tato i Canari | 40-60    |

### Finals
| Data     | Trinquet          | Equip              | Equip                   | Resultat |
| -------- | ----------------- | ------------------ | ----------------------- | -------- |
| 05/03/06 | El Zurdo (Gandia) | Álvaro i Pigat III | Mezquita, Tato i Canari | 50-60    |
| 12/03/06 | Pelayo (València) | Álvaro i Pigat III | Mezquita, Tato i Canari | 40-60    |
| 19/03/06 |                   | No es juga         |                         |          |

### Galeria d'honor
- Campió:
  - Ajuntament de Vila-real
  - Mezquita, Tato i Canari
- Subcampió:
  - Hidra-L'Eliana
  - Álvaro i Pigat III